# Megachile maculariformis
Megachile maculariformis là một loài Hymenoptera trong họ Megachilidae. Loài này được Cockerell mô tả khoa học năm 1907.

## Hình ảnh

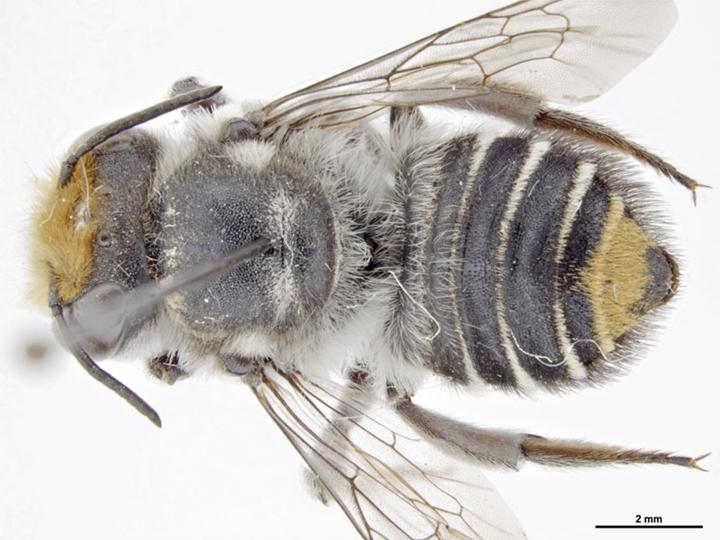
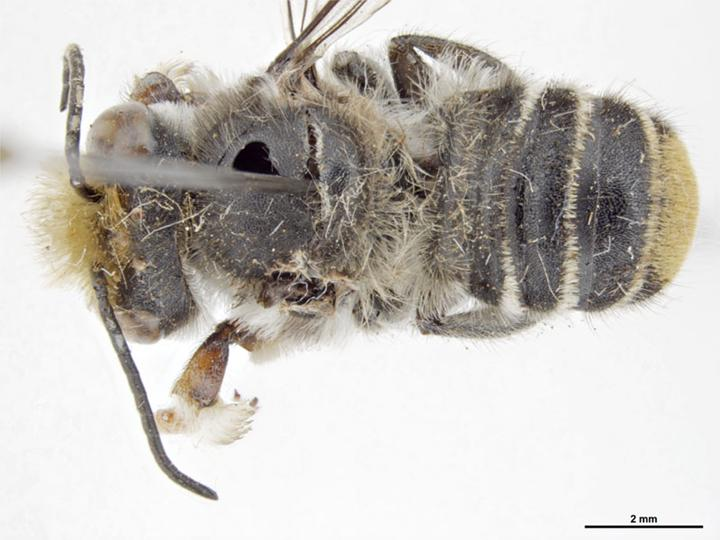